# Parenti
Parenti  község (comune) Olaszország Calabria régiójában, Cosenza megyében.

## Fekvése
A megye déli részén fekszik. Határai: Aprigliano, Bianchi, Colosimi, Marzi, Rogliano, Taverna.

## Története
A 17. században alapította Luigi Ricciulli hűbérúr. A 19. század elején vált önálló községgé, amikor a Nápolyi Királyságban felszámolták a feudalizmust.

## Népessége
A népesség számának alakulása:

## Főbb látnivalói
- Santa Maria del Carmine-templom
- San Pasquale-templom